# Академія ФБР
Академія ФБР (FBI Academy) — головний навчальний центр ФБР — хоча передісторія сягає 1930-х років.
Був відкритий 1972 року, розташовується на території бази ВМС США в місті Квантіко (штат Вірджинія) та займає площу 1,6 км².
На цій же території знаходиться тренувальний центр Управління боротьби з наркотиками.
Академія ФБР є режимним об'єктом.